# Кляичево
Кляичево (серб. Кљајићево) — населённый пункт в Сербии, автономном крае Воеводина, Западно-Бачском округе, общине Сомбор. Расположен в 13 км от Сомбора на высоте 88-100 м. По данным переписи населения, в 2002 году в Кляичево проживали 6012 человек.

## История
Археологические раскопки показывают, что поселения на территории Кляичево существовали в эпоху неолита. Первое упоминание населённого пункта в летописях восходит к 1391 году под именем Сент-Кирай. В 1601 году здесь же упоминается посёлок Крняя. До Второй мировой войны Кляичево было довольно развитым селом, в котором работали около 200 человек. Современное имя село получило в 1949 году в память о Народном герое Югославии Милоше Кляиче.
До войны большую часть населения села составляли немцы, после войны большая часть из них была изгнана. В конце 1945 года в Кляичево приехали уроженцы Лики, Горски-Котара, Жумберака и Кордуна, всего 999 семей в составе почти 5400 человек. В годы существования Югославии в селе стало активно развиваться сельское хозяйство благодаря плодородным землям, а также появилась промышленность.

## Демография
По оценке на 2011 год в селе проживает 4942 человека старше 18 лет. Средний возраст населения: 41,4 года (при 39,4 годах у мужчин и 43,4 у женщин). В селе насчитывается 1928 хозяйств (средний размер семьи — 3,12 человека). Этническое большинство составляют сербы.
| Динамика изменения численности населения в XX веке \| \| |
|                                                          |